# Гаудмейн, Кензо
Кензо Гаудмейн (нидерл. Kenzo Goudmijn; родился 18 декабря 2001 года, Хорн, Нидерланды) — нидерландский футболист, полузащитник английского клуба «Дерби Каунти».

## Клубная карьера
Гаудмейн — воспитанник клуба АЗ. 16 марта 2018 года в матче против «Алмере Сити» он дебютировал за команду дублёров в Эрстедивизи.
В июне 2021 года перешёл на правах аренды в «Спарту». В январе 2022 года был арендован «Эксельсиором». Летом арендное соглашение было продлено на сезон 2022/23. В январе 2024 года вновь был арендован «Эксельсиором».
10 июля 2024 года перешёл в английский «Дерби Каунти», подписав четырёхлетний контракт до середины 2028 года. 9 августа дебютировал в Чемпионшипе в гостевом матче против «Блэкберн Роверса». 31 августа забил дебютный гол в домашнем матче с «Бристоль Сити».

## Международная карьера
В 2018 году в составе юношеской сборной Нидерландов Гаудмейн принял участие в юношеском чемпионате Европы в Англии. На турнире он сыграл в матчах против команд Германии, Испании и Сербии.

## Достижения
Международные
 Нидерланды (до 17)
- Юношеский чемпионат Европы — 2018